# 二重8の字結び

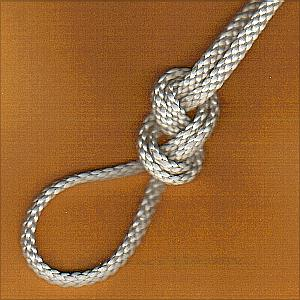
二重8の字結び

二重8の字結び（ふたえはちのじむすび/にじゅうはちのじむすび、ダブル・フィギュア・エイト・ノット、Figure-eight loop）とは、ロープの中ほどに大きさの変わらない輪をつくる結び方。クリフォード・アシュリーによって紹介された結びである。

## 結び方
ロープを2つ折りにした状態で、1本のロープだと思って8の字結びを施す。すると1本のロープで8の字結びをつくった場合の片端の部分にあたるところが（二重にしたロープを使ったことにより）ループとなっているので、ロープの中ほどに輪をつくったことになる。このほか、いったんロープの中ほどに普通に8の字結びをつくったあと、つくった結び目の跡を逆から辿るように動端を動かして二重8の字結びにすることもでき、切れ目の無い輪などにループを通したいとき（閉鎖芯）はこの方法で結ぶことになる。動端に止め結びを施しておくか結び目の中に入れてしまうとほどけにくくなる。
止め結びと二重止め結びの関係が、8の字結び目と二重8の字結び目の関係に対応していることになる。

## 特徴・用途
二重止め結びより強度が高く破断しにくい。信頼性の高い結び目のため、登山での命綱としてしばしば用いられる。
また、物体を吊り上げたり牽引するためにも用いられる。
もやい結びと同様に船舶の係留に用いることがあるが、水に濡れると解きにくくなるという欠点がある。
痛んだロープをやむを得ず使わなければならないとき、痛んだ箇所がループの途中の部分になるように二重8の字結びをつくって、ロープが引っ張られても痛んだ箇所に張力がかからなくするという利用法もある。